# خره‌گوش
خره گوش، روستایی است کردنشین از توابع بخش صومای برادوست واقع در صومای جنوبی و در شهرستان ارومیه استان آذربایجان غربی ایران.
عمده ساکنان روستا به کشاورزی،باغداری و دامداری مشغول هستند.
زردآلو،گردو،سیب،آلبالو،بادام و هلو از عمده ترین محصولات باغی و گندم،یونجه و نخود از عمده ترین محصولات زراعی این روستا هستند.
صنعت دامداری این روستا به دلیل هزینه بالای نگهداری و پایین بودن قیمت گوسفند رو به نابودی است.

## جمعیت
این روستا در دهستان صومای جنوبی قرار داشته و بر اساس سرشماری سال ۱۳۸۵ جمعیت آن ۱۰۰۲ نفر (۱۶۳ خانوار)بوده‌است. 
اهالی این روستا عمدتا از عشیره های کرد سادات،فنک، بیگ زاده و خدری تشکیل شده اند.